# George Broussard
George Broussard es un productor y diseñador de videojuegos conocido en el ámbito de los videojuegos de PC por ser uno de los dos creadores de la serie Duke Nukem (el otro es Todd Replogle).
Broussard publicó sus primeros videojuegos bajo el nombre de Micro F/X. En 1991 Broussard se unió con Scott Miller como copropietario de Apogee Software y 3D Realms.